# Lindsay Jennerich
Lindsay Jennerich, född 30 juli 1982, är en kanadensisk roddare.
Jennerich tävlade för Kanada vid olympiska sommarspelen 2012 i London, där hon tillsammans med Patricia Obee slutade på 7:e plats i lättvikts-dubbelsculler.
Vid olympiska sommarspelen 2016 i Rio de Janeiro tog Jennerich tillsammans med Patricia Obee silver i lättvikts-dubbelsculler.